# Mauricio Wainrot
Mauricio Wainrot (Buenos Aires, 29 de setembro de 1946) é um coreógrafo argentino.
Foi diretor do Grupo de Danza Contemporánea do Teatro San Martín, de Buenos Aires. Deixou a Argentina em 1986, tendo em seguida trabalhado em diversas companhias. Dirigiu o Ballets Jazz de Montréal (Canadá) entre 1987 e 1990 e foi coreógrafo convidado permanente do Ballet Royal de Flandre (Bélgica) e do Hildesheim Stadttheater (Alemanha).
Filho de um casal de poloneses que migrou para a Argentina fugindo da perseguição nazista aos judeus, refletiu sobre as semelhanças entre o Holocausto e a ditadura militar argentina no seu balé Anne Frank. O espetáculo, utilizando a Música para cordas, percussão e celesta de Bela Bartók, foi apresentado inicialmente pelo Grupo de Danza Contemporanea de Buenos Aires e mais tarde levado à Alemanha e aos Estados Unidos.
Em 2007, criou uma nova versão para o clássico balé Carmen. Para isso, encomendou ao maestro Luis Gorelik uma nova partitura, aproveitando a composição de Bizet porém atualizando-a e mesclando-a com temas de Isaac Albéniz e Joaquín Turina.
Outras de suas coreografias de destaque foram Carmina Burana, sobre a cantata homônima de Carl Orff; Chopin Nº 1, para o Concerto Nº 1 de Chopin; e Ecos, sobre o Adagio de Samuel Barber.